# Колбочка

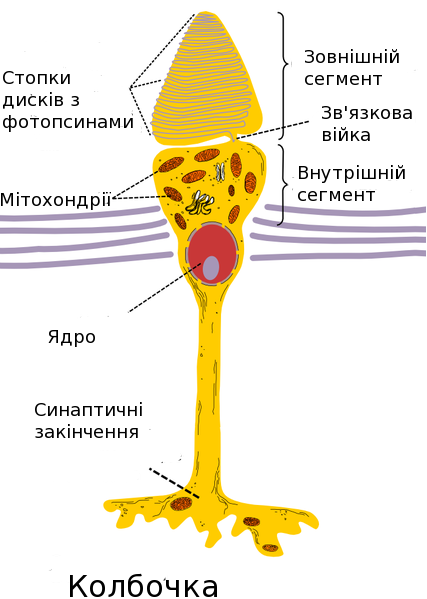
Будова колбочки

Колбочка — клітина-фоторецептор сітківки ока, що відповідає за колірний зір. Колбочки діють лише за яскравого освітлення (на відміну від паличок, які відповідають за чорно-білий сутінковий зір). Колбочки зосереджені здебільшого в центральній ямці, їх концентрація зменшується на периферичних ділянках сітківки.
Дослідження Остенберга 1935 року довели, що в людському оці близько 6 млн колбочок. За сучаснішими даними в оці налічується приблизно 7-8 млн колбочок і 100 млн паличок.
Попри те, що колбочки менш чутливі до світла, ніж палички, вони мають переваги в тому, що дозволяють розрізняти кольори, а крім того здатні розрізняти дрібніші деталі та швидку зміну зображень, оскільки швидше реагують на стимул. Оскільки люди зазвичай мають три різні типи колбочок із різними фотопсинами, вони здатні до трихроматичного зору. При кольоровій сліпоті кількість типів колбочок може бути меншою. Повідомлялося також про людей з чотирма й більше типами колбочок — такі люди здатні до тетрахроматичного зору.

## Типи колбочок

Нормалізовані криві чутливості трьох типів колбочок

Зазвичай у людей три типи колбочок. Перший має найбільшу чутливість до світла з великою довжиною хвилі. Пік їхньої чутливості припадає на червоно-жовтий колір. Цей тип іноді позначають L (від англ. long — довгий). Пік чутливості другого типу колбочок припадає на жовто-зелений колір, і його позначають M (від англ. medium — середній). Третій тип чутливий до світла з найменшою довжиною хвилі. Пік чутливості цього типу колбочок припадає на блакитний колір. Його позначають S (від англ. short — короткий). Відповідні пікові дожини хвиль: 564—580 нм, 534—545 нм та 420—440 нм. Палички мають пікову чутливість на довжині хвилі 498 нм, приблизно посередині між піками чутливості колбочок S- та M-типів.
Різниця сигналів, отриманих від трьох типів колбочок, дозволяє мозку розрізняти дуже багато можливих кольорів. Жовтий колір, наприклад, людина бачить тоді, коли M-колбочки збуджені дещо більше від L-колбочок, а червоний — коли L-колбочки стимульовані дещо більше, ніж M-колбочки. Відповідно, блакитний і фіолетовий кольори відповідають більшій стимуляції S-рецепторів у порівнянні з іншими двома типами.
Колбочки типу S з ціанолабом найчутливіші до світла з довжиною хвилі близько 420 нм. Проте кришталик та рогівка людського ока поглинають світло тим сильніше, що менша довжина хвилі, тому короткохвильова область видимого діапазону обмежена. Людина не бачить світла з довжиною хвилі, меншою від 380 нм. Таке світло називають ультрафіолетом. Люди, хворі на афакію (хворобу, коли в оці відсутній кришталик), іноді розповідають, що бачать ультрафіолетові промені. При звичайному та яскравому освітленні, око чутливіше до жовто-зеленого світла, ніж до інших кольорів, оскільки воно майже однаково стимулює два з трьох типів колбочок. При слабкому освітленні, коли діють тільки палички, найвища чутливість до блакитно-зеленого світла. Цим пояснюється ефект Пуркинє — явище зміни колірного сприйняття людським оком при зниженні освітленості об'єктів.